# Barylypa dakota
Barylypa dakota là một loài tò vò trong họ Ichneumonidae.